# Santuario del Beato Alberto di Villa d'Ogna
Il santuario del Beato Alberto di Villa d'Ogna (già antica parrocchiale di San Matteo apostolo ed evangelista), risalente al XII secolo, si trova a Villa d'Ogna, in provincia di Bergamo. Fino al 1953, con la costruzione della nuova chiesa, l'edificio è stato la chiesa parrocchiale della comunità di Villa d'Ogna.

## Storia
La consacrazione della chiesa avvenne il 5 dicembre 1176. Alla cerimonia intervennero i canonici delle due cattedrali di Sant'Alessandro in Colonna e San Vincenzo di Bergamo, oltre che il vescovo Guala dell'omonima diocesi, il quale consacrò la chiesa in onore di san Matteo apostolo ed evangelista. La vita della comunità ruotava attorno alla chiesa, soggetta alla vicina pieve di Clusone, fino al 1450 quando il vescovo di Bergamo Giovanni Barozzi la rese autonoma. Successivamente, nel 1576, il vescovo Federico Corner consacrò la chiesa dedicandola a san Matteo apostolo ed evangelista.
La chiesa è stata, già dalla fine del XIII secolo, un luogo di culto particolarmente importante grazie alla devozione verso il beato Alberto, un laico originario proprio di Villa d'Ogna. A partire dall'aprile 1481 la chiesa ha custodito un'importante reliquia del santo locale costistente nell'avambraccio destro, donata dalla diocesi di Cremona dove Alberto morì nel 1279.
La chiesa fu oggetto di diversi restauri nel corso dei secoli. Il primo restauro avvenne durante la metà del XVII secolo: in quest'occasione vennero occultati alcuni affreschi risalenti al Quattrocento che vennero riscoperti solamente nel 1970, quando vennero effettuati alcuni lavori di riassetto strutturale. Questi affreschi sarebbero da attribuire al pittore bergamasco Giacomo Busca, noto per i suoi dipinti sulle pareti dell'oratorio dei Disciplini di Clusone raffiguranti il Trionfo della morte e la danza macabra. Nei frammenti di affresco rinvenuti sotto la copertura viene rappresentato un santo vestito di bianco con un bastone inginocchiato davanti ad un angelo con uno sfondo alberato, mentre nella parete vicina si vede un braccio di una santa con una palama in mano.
Un altro importante restauro risale al 1903 quando, in occasione della traslazione del corpo del beato Alberto da Cremona a Villa d'Ogna, la chiesa venne ampliata. Vennero costruite le due navate laterali. La chiesa, infatti, era sempre stata ad un'unica navata; vennero poi decorati i soffitti e installata una nuova pavimentazione in marmo rosso e bianco.
Nel 1953, con la consacrazione della nuova chiesa parrocchiale dedicata a san Matteo apostolo ed evangelista e al Sacro Cuore, la chiesa è da intendersi come santuario dedicato al Beato Alberto.
L'ultimo restauro, avvenuto nel 2001, ha portato alla luce dei resti delle antiche sepolture e alcuni elementi originali d'epoca medievale, tra cui la nicchia dell'antico fonte battesimale.

## Descrizione
La chiesa con il classico orientamento a est, si affaccia sulla strada comunale. La sua conformazione semplice si presenta tripartita con lesene in muratura terminanti con capitelli dorici, e con la parte centrale più alta rispetto alle due laterali. La parte centrale è terminante con il timpano triangolare.
L'edificio è costituito da tre navate: la navata centrale, coperta con volte a botte si conclude con un'abside; le due navate laterali sono invece suddivise in quattro campate ricoperte da volte a vela.
Nella navata sinistra è posizionato l'altare dedicato alla Madonna del Rosario, mentre l'altare della navata destra è dedicato al beato Alberto; in quest'ultimo altare venne conservato dal 1903 al 1953 il corpo del beato, oggi esposto nella nuova chiesa parrocchiale.
La navata centrale dell'edificio è decorata con dei medaglioni dipinti sul soffitto raffiguranti cinque diversi momenti della vita di san Matteo; i dipinti vennero commissionati al pittore bergamasco Guglielmo Lecchi che li realizzò nel 1919. Sui pilatri ai lati della navata centrale, con capitelli in corinzi, sono presenti dipinti su tela raffiguranti la Via Crucis, eseguiti dal pittore bergamasco Vittorio Manini all'inizio del Novecento.
Sul presbiterio è presente un altare in marmo nero proveniente dalla bergamasca bottega Fantoni, risalente al XVIII secolo, il tabernacolo e due statue in marmo bianco anch'esse attribuite ai Fantoni. Completa l'abside un coro ligneo posto dietro il presbiterio.